# Церковь Сергия Радонежского (Нижний Новгород)
Храм преподобного Сергия Радонежского — приходской храм Нижегородского благочиния Нижегородской епархии Русской православной церкви. Освящён в 1869 году. Расположен на Сергиевской улице Нижнего Новгорода.
Церковь Сергия Радонежского — один из старейших храмов исторического района Започаинье, известный с 1621 года. В средние века храм был частью Сергиева монастыря на Петушкове. Позже монастырь был упразднён, но деревянная церковь просуществовала до 1701 года, когда была отстроена в камне. 
Существующий храм построен в 1865—1869 годах по проекту архитектора Николая Фельдмана. В церкви сохранились уникальные росписи начала XX века выполненные в неорусском стиле.       

## История

### Сергиев монастырь на Петушкове
Церковь во имя святого преподобного Сергия Радонежского — одна из старейших в Започаинье. Первое упоминание о ней относится к 1621 году, когда в писцовой книге она называлась монастырской: «Сергиева монастыря, что на Петушкове». Кем и когда был основан монастырь неизвестно, не сохранилось и сведений о времени его упразднения. Предположительно, небольшая обитель в районе Започаинья, именовавшемся Петушками (Петушкова гора), возникла в XIV веке.
В писцовой книге монастырь описывался следующим образом:
Монастырь Сергиевской, что на Петушкове, а в нём церковь Сергия Радонежского чудотворца да придел Соловецкиз чудотворцев Зосимы и Савватея …да на колоколнице двои колокола. А церковь и в церкве образа и книги, и ризы, и на колоколнице колокола, и всякое церковное строенье — монастырское и мирское. Да на монастыре ж святые врата, а на святых воротах Деисус; да на монастыре ж 5 келей чёрных старцев, а питаютца игумен з братьею от церкви Божии, а государева жалованья — руги — им нет.Писцовая книга по Нижнему Новгороду (1621).

### Первая каменная церковь
Старинный деревянный храм сгорел в опустошительном пожаре 1701 года. Живший в Ильинской слободе известный торговый гость — купец Афанасий Олисов — решил выстроить новую каменную церковь на свои средства. Об этом событии сообщалось в «Нижегородском летописце»:
Лета 1702-го начата строиться в Нижнем Новеграде церковь каменная во имя Спаса Всемилостивого Нерукотворного Образа да Сергия чудотворца. А строил тое церковь гость Афанасий Олисов близ двора своего.«Нижегородский летописец».
Выстроенная церковь была небольшой пятикупольной, с просторной трапезной палатой и высокой шатровой колокольней, украшена муравленой черепицей и изразцами. Однако новый храм простоял недолго и в Большом пожаре 25 июня 1715 года снова сгорел. Церковь быстро восстановили на средства богатых прихожан, однако были утрачены многие декоративные элементы.
В конце XVIII века Сергиевская церковь была вновь освящена епископом Нижегородским и Алатырским Дамаскином (Рудневым), о чём свидетельствует сохранившийся святой антиминс. На антиминсе не читается точная дата освящения, лишь число — 1 июля. Причина, по которой храм был вновь освящён не известна:
Сей антиминс сия есть трапеза священная на приношение безкровныя жертвы в божественной литургии, освятися благодатию пресвятого и животворящего Духа: Сего ради дарует власть священнодействовати во храме преподобного Сергия Радонежского чудотворца и святого апостола Иакова Заведеева.Антиминс Сергиевской церкви.

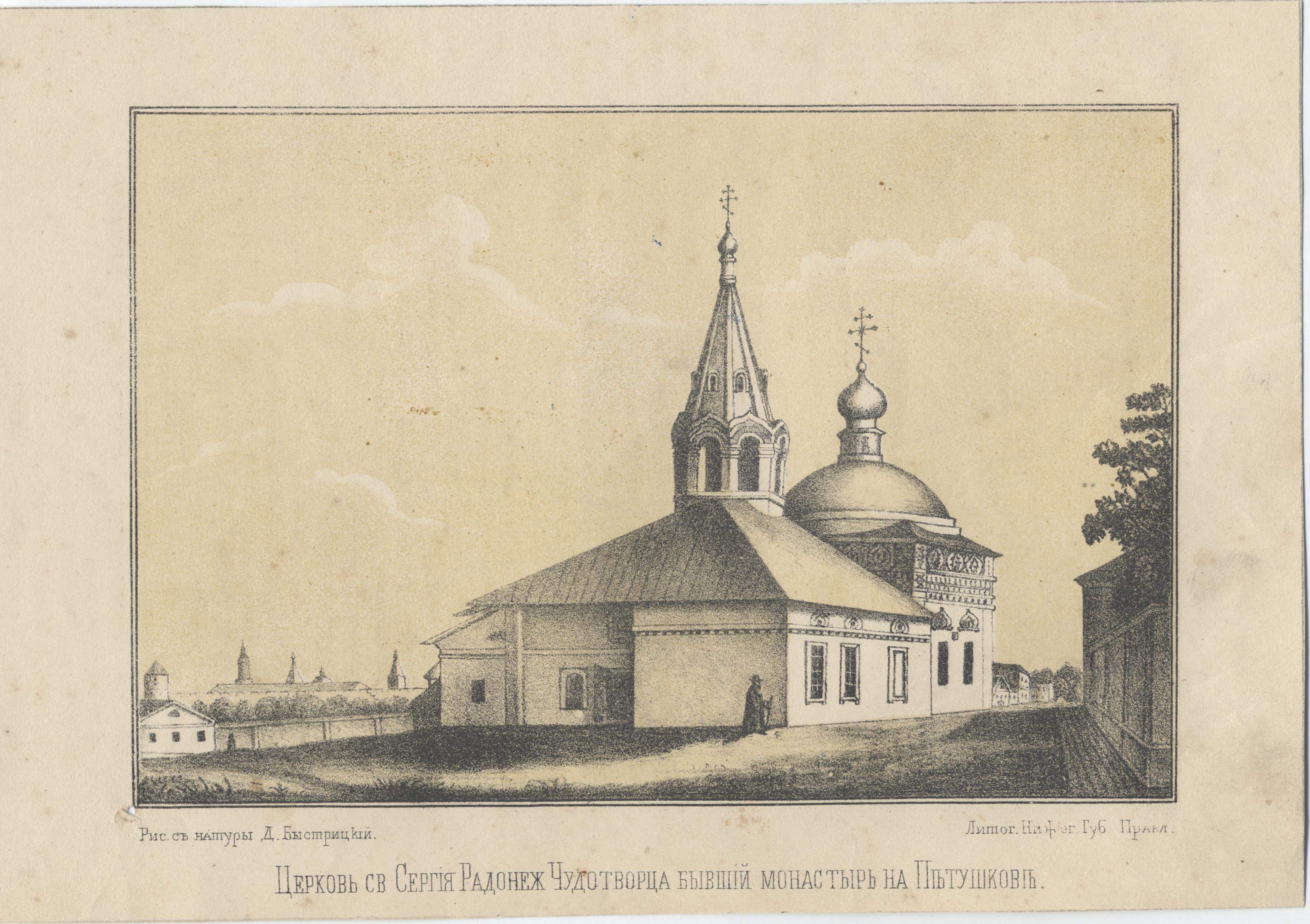
Сергиевская церковь на рисунке Д. Быстрицкого. 1850-е годы.

В 1820-е годы обветшавший храм решили перестроить. 22 августа 1822 года преосвященный Моисей (Близнецов-Платонов) представил на рассмотрение и благословение в Святейший синод «Фасад на поправку Сергиевской церкви, что на Ильинке». Автором проекта реконструкции выступил нижегородский городовой архитектор Георг Кизеветтер. В ходе работ верх церкви был полностью разобран и взамен позакомарной кровли установлен небольшой полусферический купол с одной главой, окна расширены, а все фасады выполнены в стиле русского классицизма. Облик церкви кардинально изменился. В таком виде храм был впоследствии изображён на гравюре художника Дмитрия Быстрицкого.
В 1850-х годах церковь была описана в монографии Николая Храмцовского «Краткий очерк истории и описание Нижнего Новгорода»:
Снаружи Сергиевская церковь византийской архитектуры с двумя главами: одна глава над главным храмом, другая над Никольским приделом; на обеих главах золочёные прорезные кресты. Вместо карнизов, Сергиевская церковь отделана кафлями из цветного гипса, на которых изображены разные птицы <…> У этой церкви колокольня очень низенькая, шатровая.«Краткий очерк истории и описание Нижнего Новгорода», Н. И. Храмцовский

### Второй каменный храм
Несмотря на перестройку 1820-х годов, храм решили отстроить заново во второй половине XIX века. При согласовании проекта в Санкт-Петербурге в сопроводительной записке преосвященного Нектария (Надеждина) содержалась информация о причинах возведения новой церкви: «Существующая во имя св. Сергия церковь в Нижнем Новгороде построенная в 1715 году, пришла в такую ветхость, что неоднократно принимаемые меры для поддержания ея оказались неудовлетворительными».
20 июня 1864 года первоначальный проект нижегородского архитектора Николая Фельдмана был зарегистрирован в Департаменте проектов и смет. После рассмотрения проект был признан «в техническом отношении неодобрительным». Вскоре он был переделан и новые чертежи направили на утверждение в Главное управление путей сообщения и публичных зданий, а затем представили на одобрение императору. Руководитель управления генерал-лейтенант Павел Мельников лично доставил чертежи Александру II и тот утвердил проект 11 декабря 1864 года.
В следующем году под надзором архитектора Роберта Килевейна началось строительство, окончившееся спустя четыре года, в 1869 году. Строился храм на пожертвования прихожан. При епископе Филарете (Малышевском) новый величественный храм в византийском стиле с четырёхъярусной колокольней был освящён. Главный престол церкви был освящён в честь Нерукотворного Образа Спасителя, северный — в честь Сергия Радонежского, южный — в честь святого Николая.
В 1872 году по просьбе священнослужителей к колокольне были пристроены дополнительные небольшие помещения (под ризницу и сторожку), а также устроено крытое западное крыльцо-паперть. В начале XX века интерьеры храма были расписаны в так называемом неорусском стиле. 31 января 1911 года преосвященный Иоаким (Левицкий) переосвятил один из приделов. Причина, по которой состоялось освящение, неизвестна. Предположительно оно было связано с росписью интерьеров.
К 1918 году приход храма состоял из ближайших 65 домов, в нём официально числилось 930 прихожан. Рядом с церковью располагалось епархиальное духовное училище, построенное в 1871—1872 годах на средства духовенства Нижегородского училищного округа, а также на пожертвования почётного блюстителя — купца Андрея Бочкарёва. Впоследствии училище стало называться Сергиевским, так как здание размещалось фактически на церковной территории. Аналогичное название получил и переулок, где стояли учебные корпуса и хозяйственные службы. При Сергиевском училище была открыта обширная духовная библиотека, в которой насчитывалось более 2 тысяч изданий. В 1891—1893 годах Сергиевское духовное училище было перестроено по проекту епархиального архитектора Александра Никитина (сегодня — улица Сергиевская, 25).

### Советский период
В годы советской власти священнослужители Сергиевской церкви подверглись репрессиям. Осенью 1937 года они были обвинены, как и все клирики Горьковской епархии, в заговоре и участии в «церковно-фашистской, диверсионно-террористической, шпионско-повстанческой организации», во главе с митрополитом Феофаном (Туляковым). 5 августа 1937 года были арестованы: священники — Иоанн Руновский и Авенир Ильинский, диаконы — Алексий Батистов и Александр Сергиевский. Спустя месяц, 13 сентября, арестовали заштатного диакона Виктора Сергиевского. Решением Особой тройки при УНКВД от 21 сентября 1937 года иерей Иоанн, иерей Авенир, диакон Алексий и диакон Александр приговорены к высшей мере наказания. Приговор привели в исполнение 4 октября. Диакона Виктора Сергиевского расстреляли 11 декабря.
9 октября 1937 года, по причине отсутствия священнослужителей, председатель церковного совета А. Н. Фёдоров подал районным властям прошение с просьбой принять церковное имущество и ключи от храма. На следующий день Президиум Куйбышевского райсовета принял официальное решение о ликвидации церкви и передаче здания под учебный пункт Осовиахима. 27 октября решение было утверждено Президиумом горсовета. Как именно проходила ликвидация церкви — об этом документов не сохранилось.
27 мая 1938 года решением горсовета здание церкви было передано товариществу «Художник». Храм перестроили под мастерские художников, при этом были разобраны купола, два яруса колокольни, пробиты новые окна и оборудован балкон. Тем не менее, в интерьерах храма случайно сохранилась роспись, покрытая белилами.

### Современный период

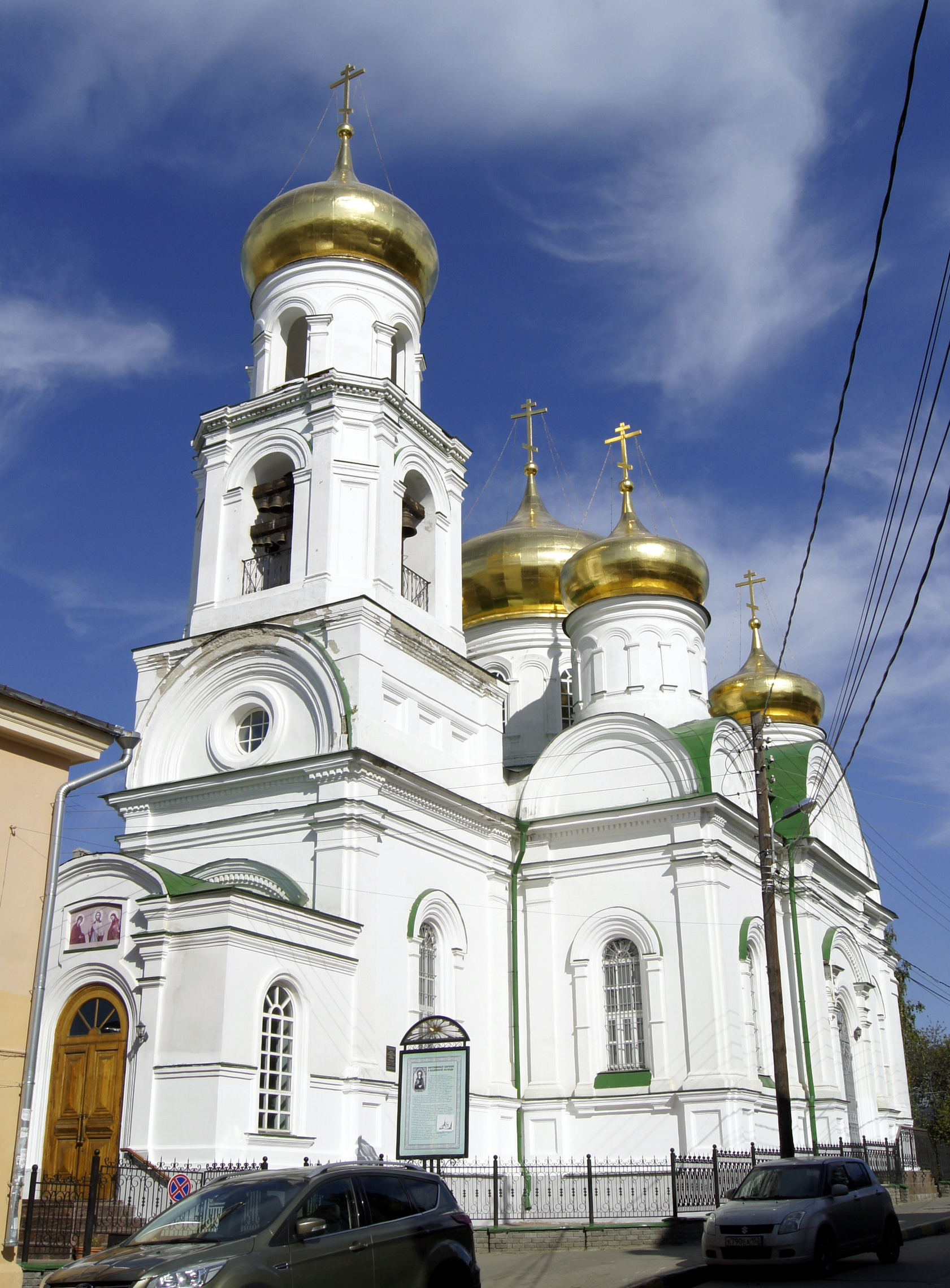
Колокольня церкви, 2015

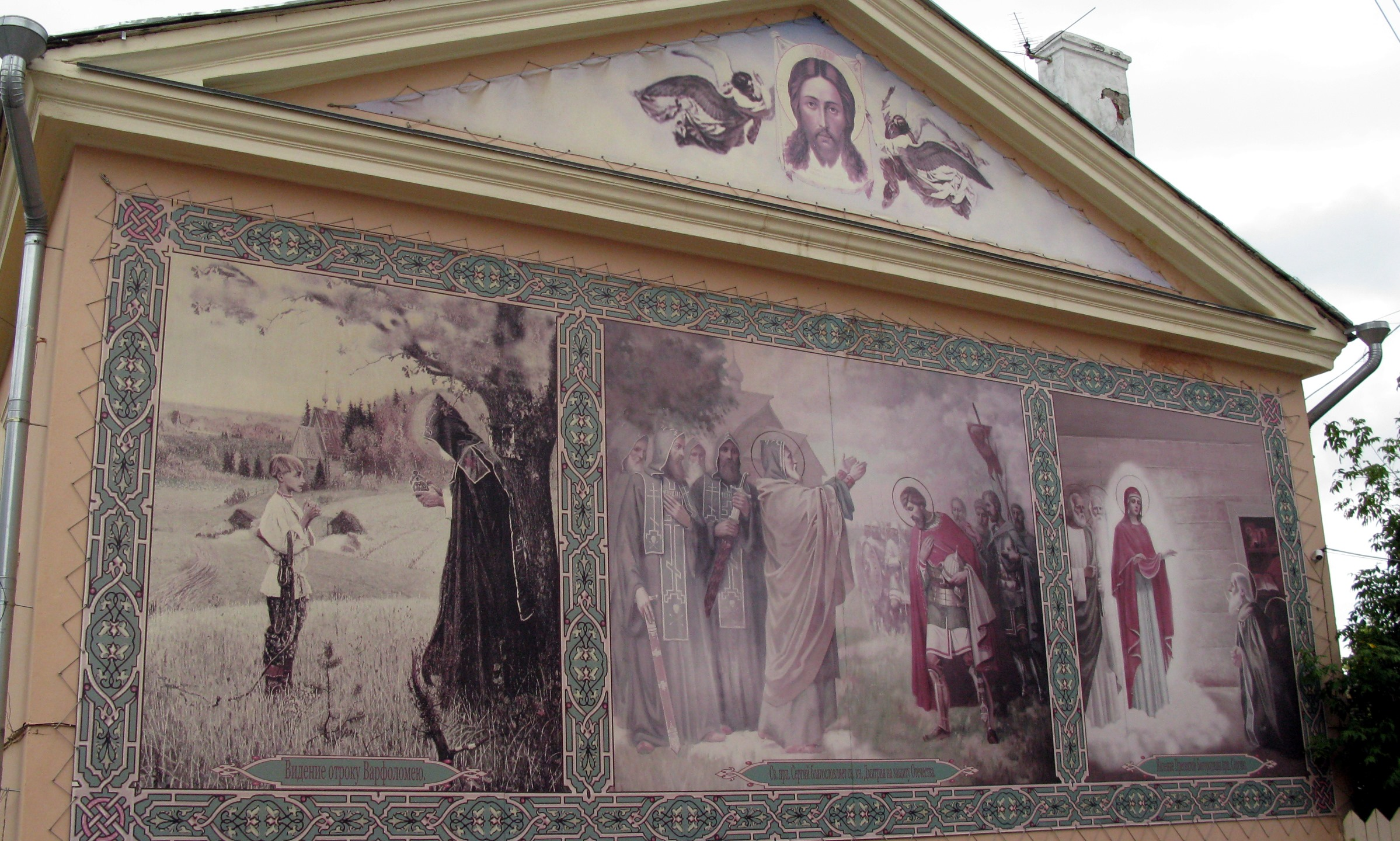
Настенное панно с Сергием Радонежским напротив входа в храм, 2014

В 2003 году церковь была передана Нижегородской епархии. В 2004 году по проекту архитектора-реставратора В. А. Широкова начались восстановительно-реставрационные работы. В октябре 2006 года была полностью оборудована колокольня, на ней были установлены 12 колоколов, самый большой из которых весит 4 тонны.
Повторно освящён 4 ноября 2006 года, чин освящения совершил архиепископ Нижегородский и Арзамасский Георгий, ему сослужили епископы Сергиево-Посадский Феогност и Брянский и Севский Феофилакт. После освящения в храме была совершена первая Божественная литургия, на которой присутствовал первый вице-премьер Правительства РФ Дмитрий Медведев.
27 января 2010 года в храме был проведён молебен равноапостольной Нине на грузинском языке.
С декабря 2006 года при храме действует православный центр глухонемых, а по воскресениям совершается литургия с сурдопереводом. При создании центра учитывался опыт работы Симонова монастыря, где работа с глухими и слабослышащими к тому времени велась уже несколько лет. В субботу и воскресенье в храме проходят собрания православного молодёжного центра и православного семейного клуба, одним из направлением деятельности которых является социально-миссионерская работа.

## Духовенство
- Настоятель храма — иерей Павел Молоштан[8]

## Святыни[9]
- Икона преподобного Сергия Радонежского с частицей мощей[10][1].Выполнена монахами мастерской Троице-Сергиевой лавры в 2006 году. Более 10 лет перед этой иконой по воскресеньям после Божественной литургии совершается молебен. Образ был главной святыней выставки-ярмарки «Широкая масленица» на Нижегородской ярмарке с 5 по 13 февраля 2010 [9]
- Икона Божией Матери «Феодоровская»[9]
- Икона Божией Матери «Не рыдай Мене, Мати»[9]
- Икона Божией Матери «Неупиваемая Чаша». Написана для храма православной общиной глухих и слабослышащих «Спас»[9]
- Икона Божией Матери «Всецарица»
- Икона Божьей Матери «Скоропослушница»
- Икона преподобного Серафима Саровского с частицей мощей (ростовая). Написана для храма православной общиной глухих и слабослышащих «Спас»
- Икона святителя Николая Чудотворца с частицей мощей (ростовая). Написана для храма православной общиной глухих и слабослышащих «Спас»
- Икона преподобного Спиридона Тримифунтского с частицей мощей
- Икона святых благоверных князя Петра и княгини Февронии, Муромских с частицами мощей (ростовая) Написана для храма православной общиной глухих и слабослышащих «Спас» в 2010 году.
- Икона блаженной Матроны Московской
- Икона блаженной Ксении Петербургской Написана для храма православной общиной глухих и слабослышащих «Спас»
- Икона святителя Луки Крымского с частицей мощей
- Икона святого великомученика и целителя Пантелеимона с частицей мощей
- Икона святого Паисия Святогорца
- Икона преподобного Нила Мироточивого, Афонского, с камушком из его кельи
- Икона святых пророков Исайи и Иеремии
- Икона «Исцеление глухонемого». Написана для храма православной общиной глухих и слабослышащих «Спас». По евангельской истории Мк, 31 зач., 7, 31—37.
- Икона Божией Матери "Утоли моя печали". Написана для храма православной общиной глухих и слабослышащих «Спас»
- Копия креста святой равноапостольной Нины, просветительницы Грузии. Крест изготовлен в Грузии и приложен ко кресту святой Нины, который находится в Сиони, кафедральном соборе Тбилиси
- Икона Владимирской Божией Матери. Написана для храма православной общиной глухих и слабослышащих «Спас»[9]
- Икона преп. Сергия Радонежского с учениками — преп. Саввой Сторожевским и преп. Никоном Радонежским Написана для храма православной общиной глухих и слабослышащих «Спас»[11]